# Guy Ellcock Pilgrim
(Henry) Guy Ellcock Pilgrim (Stepney, Barbados, de 24 de dezembro de 1875 – Upton, Berkshire, 15 de setembro de 1943) foi um geólogo e paleontólogo britânico. Ele era um membro da Sociedade Real e Superintendente do serviço Geológico da Índia, e fez contribuições significativas para a paleontologia de vertebrados e estratigrafia do Cenozóico.

## Publicações
| Title | Year |
| --- | ---- |
| The geology of the Persian gulf and adjoining portions of Persia and Arabia by Pilgrim                                          | 1908 |
| The fossil Giraffidae of India                                                                                                  | 1911 |
| Fossil mammals, India and Burma                                                                                                 | 1911 |
| The vertebrate fauna of the Gaj series in the Bugti Hills and the Punjab                                                        | 1912 |
| Collected papers | 1913 |
| New Siwalik primates and their bearing on the question of the evolution of man and the anthropoidea                             | 1915 |
| The geology of parts of the Persian provinces of Fars, Kirman, and Laristan                                                     | 1925 |
| The Perissodactyla of the Eocene of Burma                                                                                       | 1926 |
| The fossil Suidae of India | 1926 |
| The fossil Carnivora of India                                                                                                   | 1927 |
| Geological map of the Simla Hills                                                                                               | 1927 |
| A Sivapithecus palate and other primate fossils from India                                                                      | 1927 |
| Catalogue of the Pontian Bovidae of Europe in the Department of Geology                                                         | 1928 |
| The structure and correlation of the Simla rocks                                                                                | 1928 |
| The Artiodactyla of the Eocene of Burma                                                                                         | 1928 |
| Catalogue of the Pontian Carnivora of Europe in the Department of Geology by British Museum (Natural History). Dept. of Geology | 1931 |
| A fossil skunk from Samos | 1933 |
| Two new species of sheep-like antelope from the Miocene of Mongolia                                                             | 1934 |
| Correlation of ossiferous sections in the Upper Cenozoic of India                                                               | 1934 |
| Siwalik antelopes and oxen in the American Museum of Natural History                                                            | 1937 |
| The fossil Bovidae of India | 1939 |
| Die schraubenhörnige Antilope des europäischen Oberpliocaens und ihre systematische Stellung                                    | 1939 |